# Francisco Pizana Iniesta
Francisco José Pizana Iniesta (5 de agosto de 1990) es un deportista español que compite en remo. Ganó una medalla de plata en el Campeonato Mundial de Remo en Sala de 2024, en la prueba de ligero 500 m.

## Palmarés internacional
| Campeonato Mundial | Campeonato Mundial      | Campeonato Mundial | Campeonato Mundial |
| Año                | Lugar                   | Medalla            | Prueba             |
| ------------------ | ----------------------- | ------------------ | ------------------ |
| 2024               | Praga (República Checa) | Medalla de plata   | Ligero 500 m       |